# Villa Alewijn
Villa Alewijn is een rijksmonumentaal pand aan de Grote Oost 26 in de Noord-Hollandse stad Hoorn. Op 16 november 1965 is het pand tezamen met de neogotische kapel in de tuin tot rijksmonument benoemd. In 2007 kreeg de eigenaar van het pand een prijs van de Vereniging Oud Hoorn wegens de restauratie die toen in volle gang was.

## Geschiedenis

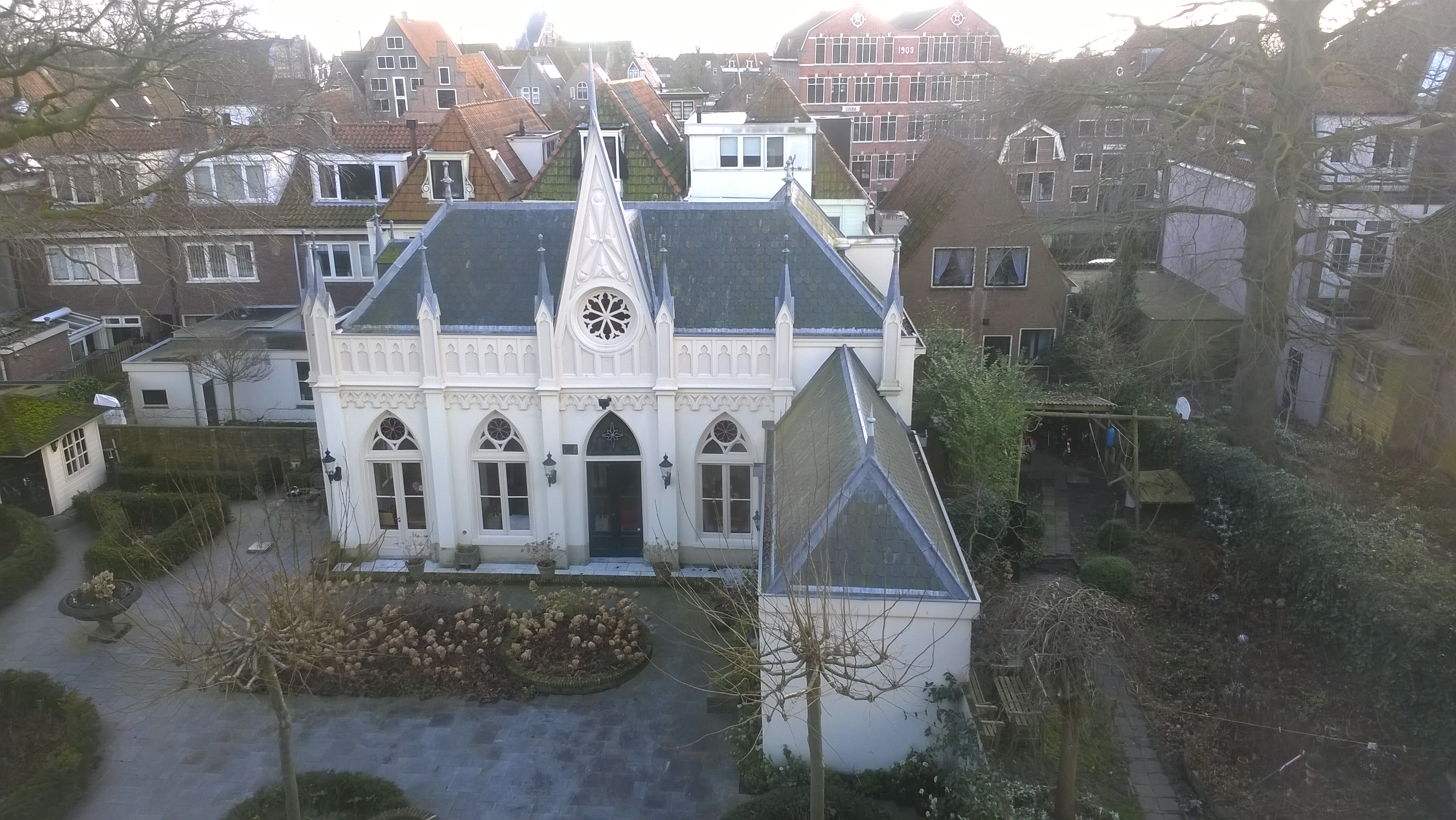
Het neogotische kapelletje in de achtertuin. Het pand heeft als adres Appelhaven 13A.

Het pand begon al voor 1723 vorm te krijgen, maar verkreeg de huidige vorm en uiterlijk bijna 100 jaar later in 1804. Het pand werd toen door Frederick Alewijn gekocht van de gemeente Hoorn. Tijdens de restauratie van 2007 kwam naar voren dat het pand is opgebouwd uit twee afzonderlijke panden en een uitbouw. Deze drie delen zijn gebouwd op wat ooit drie afzonderlijke percelen waren. Uit deze periode stamt ook de indeling op de begane grond. In 1847 werd een aanvraag gedaan om de stalling in de achtertuin te mogen verbouwen in de stijl van de Haagse Willem II gotiek. Het resultaat hiervan is de huidige neogotische kapel. Vlak daarop werd een aanvraag ingediend om een uitbouw aan de woning te plaatsen, kort daarna kwam een aanvraag bij de gemeente binnen om de gevel van de uitbouw en die van de woning met elkaar in overeenstemming te brengen. Het stucwerk aan de buitenkant is in 1854 aangebracht en aan het Grote Oost werd de gevelsteen geplaatst. De gevelsteen stelt de twee familiewapens van de families Alewijn en Swart voor. Alewijns eerste huwelijk vond plaats in 1814 met jonkvrouw Cornelia Eva Wilhelmina Snouck van Loosen. Hij hertrouwde later met Margaretha Lambertina Clara Swart, wier wapen naast Alewijns wapen op de gevel is geplaatst.
Het pand kreeg in 1866 te maken met een grote verbouwing. De toenmalige eigenaar jonkheer Pieter Opperdoes Alewijn heeft toen A. C. Bleijs opdracht gegeven een nieuwe gevel voor zijn woning te ontwerpen. De voordeur werd aan de rechterzijde geplaatst, daar waar nu het voormalige postkantoor staat. De voordeur werd later wel naar de zijde aan het Grote Oost verplaatst, boven de deur die toegang geeft tot het souterrain. Bij de meest recente restauratie is de voordeur verplaatst naar de aanbouw (op de foto links) en de toegangsdeur tot het souterrain is weer hersteld. Na het overlijden van diens tweede vrouw (Margaretha Swart) wordt het pand op een publieke veiling verkocht aan de Staat der Nederlanden. Deze liet tussen 1875 en 1878 een postkantoor in de voormalige tuin van de villa bouwen. In de villa zelf nam het kadaster haar intrek. Later gebruikten de Raad voor de Kinderbescherming en de Stichting Beeldende Kunt, Kunstuitleen West-Friesland het pand. De Kinderbescherming nam haar intrek op de eerste verdieping en de zolder. In 1990 overwoog de Vereniging Hendrick de Keyser om het pand in de collectie op te nemen. De overname ging echter niet door, omdat niet het hele pand verhuurd kon worden, waardoor er onvoldoende financiële dekking was.
De restauratie begon op 1 januari 2007 en werd in 2011 afgerond. De restauratie heeft zoveel tijd gevergd omdat voorzetwanden verwijderd werden, de loden dakgoten hersteld werden en de verbouwde vestibule naar een situatie teruggebracht werd zoals deze door Bleijs ontworpen is. De oude wanden van de vestibule zijn behouden en niet gerestaureerd. Voor deze wanden zijn voorzetwanden geplaatst met beschilderingen naar het ontwerp van Bleijs.
Het lood van de dakkapellen bleek nog uit 1804 afkomstig te zijn. Het was uitgezakt en moest eigenlijk vervangen worden. Er is besloten alleen de randen te vervangen omdat in het lood namen en data van verschillende vakmensen gekrast staat. Het geornamenteerde stucwerk op de plafonds bleek uit 1848 afkomstig te zijn, tijdens het schoonmaken hiervan bleken soms 20 tot 30 verflagen op de ornamenten aangebracht te zijn.
De plafondplinten en de lambriseringen in de grote zaal bleken resten bladgoud te bevatten. Hier is een dunne transparante afwerklaag overheen gebracht om de resten te beschermen. In de vestibule is tijdens het schoonmaken een zeer gedetailleerde plafondschildering tevoorschijn gekomen. Ook in deze schildering is bladgoud verwerkt.
Tijdens de restauratie werd een prijs overhandigd, deze bestond onder andere uit een informatiebordje met daarop een beschrijving van de historie van het pand. Het informatiebordje is later op de gevel van het pand aangebracht.

## Rijksmonument
Het complex staat bekend onder rijksmonumentnummer 22392, onder dit nummer vallen de villa en de neogotische kapel, uit 1854, in de tuin. De villa is op 16 november 1965 opgenomen in het rijksmonumentenregister.